# Sason pectinatum
Sason pectinatum là một loài nhện trong họ Barychelidae. Loài này phân bố ờ New Guinea.